# Melpomene elegans
Espèce
Melpomene elegans est une espèce d'araignées aranéomorphes de la famille des Agelenidae.

## Distribution
Cette espèce est endémique du Mexique. Elle se rencontre dans les États du Morelos, de Mexico, du Guerrero et d'Hidalgo.

## Description
La femelle décrite par Maya-Morales et Jiménez en 2017 mesure 9,38 mm.

## Publication originale
- O. Pickard-Cambridge, 1898 : Arachnida. Araneida. Biologia Centrali-Americana, Zoology. London, vol. 1, p. 233-288 (texte intégral).